# Stodółki (Kutno)
Stodółki – część miasta Kutna na południowo-wschodnich rubieżach miasta, na wschodnim brzegu rzeki Ochni, wzdłuż północnej sekcji ulicy Lotniczej.

## Historia
Dawniej samodzielna miejscowość (folwark). Od 1867 w gminie Krzyżanówek. W okresie międzywojennym należały do powiatu kutnowskiego w woj. warszawskim. 20 października 1933 utworzono gromadę Żakowice w granicach gminy Krzyżanówek, składającą się ze wsi Żakowice, folwarku Stodółki oraz wsi i folwarku Puśniki.  1 kwietnia 1939 wraz z całym powiatem kutnowskim przeniesione do woj. łódzkiego. Podczas II wojny światowej włączone do III Rzeszy.
Po wojnie Stodółki powróciły do powiatu kutnowskiego w województwie łódzkim, nadal jako składowa gromady Żakowice, jednej z 27 gromad gminy Krzyżanówek. W związku z reorganizacją administracji wiejskiej jesienią 1954, weszły w skład nowej gromady Krzyżanów. W 1971 roku wraz z Żakowicami i Puśnikami liczyły 251 mieszkańców.
Od 1 stycznia 1973 w nowo utworzonej gminie Krzyżanów jako część sołectwa Żakowice. W latach 1975–1976 miejscowość należała administracyjnie do województwa płockiego.
2 lipca 1976 Stodółki włączono do Kutna.